# 太陽温泉
太陽温泉（たいようおんせん）とは、かつて大阪府豊中市千里ニュータウンにあったスーパー銭湯である。

## 概要
1993年に天然温泉付きの銭湯として開業。料金は大阪銭湯組合の料金と同じだったが、2005年までは2階へ上がるためには別料金が必要だった。2005年に改修工事をして以降は1階も2階も同じ料金での入場が可能となった。
また脱衣所を出ると土日祝日だけの営業ではあったがラーメンやビール、つまみなどを売る売店もあった。休日や連休になると連日車の渋滞が起きるなど多くの客で賑わっていた。
2010年10月中旬に経営難を理由に廃業するという張り紙が貼られ、同年12月26日に廃業。千里ニュータウン内に残っていた最後の銭湯の廃業となった。
廃業後は立体駐車場のみ解体されたものの建物自体はしばらく残され、この中に入って撮影した様子を動画サイトにアップする者も現れた。2011年中に建物も取り壊され、跡地は「ほけんの窓口豊中研修センター」を経て現在は「はっぴーらいふ豊中新千里（高齢者専用住宅）」になっている。

## 館内
1階
- スチームサウナ
- 大天然温泉

2階
- ジャグジー風呂
- 露天風呂
- 薬湯
- サウナ（別料金200円）
- ジェット風呂

3・4階
- 従業員用スペース

## 歴史
- 1960年代：新千里南町地区の住民を対象とした銭湯として開業。
- 1993年：スーパー銭湯に改築。
- 2005年：大規模改修工事。
- 2010年12月26日：廃業。

## 泉質
ナトリウム 塩化物炭酸水素塩泉

## 交通アクセス
- 北大阪急行電鉄南北線：桃山台駅徒歩約30分
- 阪急バス：追手門学院幼稚園前バス停下車、徒歩すぐ